# Henning Conle
Henning Conle (* 6. Februar 1944 in Duisburg) ist ein deutsch-schweizerischer Immobilienunternehmer und Milliardär. Er trat laut Untersuchungen der Verwaltung des Deutschen Bundestages mehrmals durch illegale Parteispenden als verdeckter Finanzier der AfD in Erscheinung.

## Leben
Henning Conle ist ein Sohn des Architekten und SPD-Ratsherrn in Duisburg, Heinrich August (Heinz) Conle (1915–1988), der mit seinem Bruder Kurt Conle ab den 1950er Jahren 18.000 Sozialwohnungen in Duisburg und Mülheim an der Ruhr errichten ließ.
1998 besaß Henning Conle in Hamburg 2500 Altbauwohnungen. Ihm wurde damals vorgeworfen, seinen Wohnungsbestand verkommen zu lassen.
Über die Liechtensteiner Gesellschaft Sirosa Liberty Limited erwarben Conle und seine Familie bis zum Jahr 2014 für zwei Milliarden Pfund Sterling verschiedene Immobilien in London. In Großbritannien warf der Erwerb große Fragen über die Herkunft des Geldes auf. Spekulationen, dass es aus Russland stamme, wies Sirosa zurück.
Henning Conle ist verheiratet, hat einen 1980 geborenen Sohn und eine 1983 geborene Tochter. Sein Bruder Dieter (* 1949) war Eigner der Conle-Siedlung in Oerlinghausen-Südstadt und der entsprechenden Gesellschaften in Sonthofen. Im Juni 2021 gingen sie an das Düsseldorfer Wohnungsunternehmen Belvona.

## Illegale Parteispenden
Conle trat laut Untersuchungen der Verwaltung des Deutschen Bundestages wiederholt mittels illegaler Parteispenden als verdeckter Finanzier der AfD in Erscheinung (→ Alice Weidel#Wahlkampfspenden aus dem Ausland).
Im April 2019 wurde bekannt, dass die Spenden über schweizerische und niederländische Strohleute für ihn abgewickelt wurden. Im März 2021 berichteten ZDF und Correctiv in der Sendung Frontal21, dass Conle in persönlichen Treffen unter anderem mit der damaligen AfD-Bundessprecherin Frauke Petry wiederholt anonyme Spenden zugunsten der AfD angeboten habe. Auch Jörg Meuthen, der seine Kontakte zu Conle anders als Petry nicht einräumte, soll nach deren Angaben einem Treffen im Dezember 2015 in der Nähe von Zürich beigewohnt haben.
Im Februar 2025 wurde bekannt, dass Conle erneut verdeckte finanzielle Unterstützung an die AfD geleistet haben soll. Nach Recherchen des Nachrichtenmagazins Spiegel und der Zeitung Standard soll der ehemalige FPÖ-Funktionär Gerhard Dingler eine Schenkung von 2,6 Millionen Euro von Conle erhalten haben. Kurz darauf überwies Dingler 2,35 Millionen Euro an eine Kölner Werbefirma zur Finanzierung einer AfD-Wahlkampagne. Der Verbleib von 250.000 Euro aus der Schenkung ist unbekannt. Die deutschen und österreichischen Behörden ermitteln wegen des Verdachts der Geldwäsche und illegaler Parteienfinanzierung. Mitte März 2025 leitete die Verwaltung des Deutschen Bundestages ein Prüfverfahren gegen die AfD ein.

## Vermögen
Henning Conles Privatvermögen wurde im Jahr 2015 auf 1,25 Milliarden Schweizer Franken geschätzt.

## Immobilienbesitz (Auswahl)
Spekulativer Leerstand (zeitweise):
- Wohnhaus Weisestraße 47 in Berlin-Neukölln (schon zu West-Berliner Zeiten),[22] seit 2018 modernisiert und vermietet[23]
- Wohnhaus Fehmarner Straße 21 in Berlin-Wedding, seit 2024 modernisiert und vermietet[24]
- Wohnhaus Wipperstraße 5 in Berlin-Wedding[25]

| Erwerb | Immobilie                            | Ort                            | Kaufpreis        |
| ------ | ------------------------------------ | ------------------------------ | ---------------- |
| 1993   | ehemaliges Bakers-Einkaufszentrum    | Kensington, London             | 100 Millionen £  |
| 2004   | Einkaufszentrum The Plaza            | Oxford Street, London          | 116 Millionen £  |
| 2006   | Metropol mit Wohn- und Gewerberäumen | Berlin-Schöneberg, Deutschland | [ 26 ] [ 27 ]    |
| 2010   | Liberty (Kaufhaus)                   |                                | 41,5 Millionen £ |
| 2012   | Stratton House                       |                                | 166 Millionen £  |
| 2013   | Kensington Roof Gardens              |                                | 225 Millionen £  |
| 2013   | Shell Mex House                      | 80 Strand, London              | 610 Millionen £  |
| ?      | Geschäftshaus                        | Moussonstrasse 8, 8044 Zürich  | unbekannt        |